# Julia Matuschewski
Julia Matuschewski (* 15. Januar 1997 in Bad Homburg vor der Höhe) ist eine deutsch-polnische Fußballspielerin. Seit dem 1. Juli 2023 ist sie Vertragsspielerin des SC Sand.

## Karriere

### Vereine
Matuschewski begann ihre Karriere 2004 beim FC Bomber Bad Homburg in Jungenmannschaften und spielte ab 2007 – zunächst mit einem Zweitspielrecht – für den 1. FFC Frankfurt. Mit Beginn der Rückrunde der Saison 2013/14 kam sie regelmäßig für Frankfurts zweite Mannschaft in der Gruppe Süd der seinerzeit zweigleisigen 2. Bundesliga zum Einsatz und war in der Saison 2015/16 mit 14 Toren beste Torschützin ihrer Mannschaft. Im April 2016 debütierte sie in der Bundesligamannschaft und kam knapp zwei Wochen später zu einem Kurzeinsatz in der Champions League 2015/16. Zur Saison 2016/17 unterzeichnete sie einen Zweijahresvertrag mit der Bundesligamannschaft. Anfang Juni 2018 wurde sie nach elf Jahren in Frankfurt vom 1. FFC verabschiedet.
Mit dem 1. FC Saarbrücken spielte sie die Saison 2018/19 in der 2. Bundesliga. Mit 20 Saisontoren wurde sie Torschützenkönigin in dieser Spielklasse. Mit dem Ausklang der Saison 2020/21 und weiteren 22 Punktspielen, in denen sie sechs Tore erzielt hatte, verließ sie den Verein.
In der Saison 2021/22 bestritt sie für den Schweizer Erstligisten FC Basel 14 Punktspiele in der regulären Saison und vier in den Ausscheidungsspielen um die Meisterschaft und erzielte insgesamt sechs Tore. Anschließend wurde sie vom österreichischen Erstligisten SK Sturm Graz verpflichtet, für den sie in der Saison 2022/23 13 Tore in 17 Punktspielen erzielte und so zum zweiten Tabellenplatz beitrug. Danach verließ sie den Verein.
Sie spielt seit August 2023 für den deutschen Zweitligisten SC Sand.

### Nationalmannschaft
Über Einsätze für die Hessenauswahl empfahl sich Matuschewski für die Nachwuchsauswahlen des DFB. Ihr Debüt im Nationaltrikot gab sie am 22. Juni 2011 für die U15-Nationalmannschaft beim 4:1-Erfolg gegen die polnische Auswahl. Ihre ersten beiden Tore im Nationaltrikot gelangen ihr am 3. November 2011 beim 8:0-Sieg dieser Auswahlmannschaft gegen Polen. Zuletzt bestritt sie 2015 im Rahmen der Qualifikation zur Jahrgangseuropameisterschaft 2016 zwei Partien für die U19-Nationalmannschaft.
2017 debütierte Matuschewski in der polnische A-Nationalmannschaft. Bisher bestritt sie 16 Länderspiele und erzielte zwei Tore.